# Hydnophora exesa
Hydnophora exesa är en korallart som först beskrevs av Peter Simon Pallas 1766.  Hydnophora exesa ingår i släktet Hydnophora och familjen Merulinidae. IUCN kategoriserar arten globalt som nära hotad. Inga underarter finns listade i Catalogue of Life.